# Bjorn Poonen
Bjorn Mikhail Poonen (Boston, Massachusetts, 27 de julho de 1968) é um matemático estadunidense, que trabalha com teoria dos números e geometria algébrica.
Poonen estudou matemática e física na Universidade Harvard, com um grau de bacharel em 1989. Obteve em 1994 um doutorado na Universidade da Califórnia em Berkeley, orientado por Kenneth Alan Ribet, com a tese The Mordell-Weil-Theorem, Rigidity and Pairings for Drinfeld Modules. No pós-doutorado esteve em 1994/1995 no Mathematical Sciences Research Institute (MSRI) e na Universidade de Princeton (instrutor de 1995 a 1997), sendo em 1997 professor assistente na Universidade da Califórnia em Berkeley, onde foi em 2001 professor associado e em 2004 professor. Em 2008 foi professor no Instituto de Tecnologia de Massachusetts (MIT), onde é atualmente Claude Shannon Professor.
É membro da Academia de Artes e Ciências dos Estados Unidos. Recebeu o Prêmio Chauvenet de 2011, por Undecidability in Number Theory. É fellow da American Mathematical Society.

## Obras
- Editor com Yuri Tschinkel: Arithmetic of higher dimensional algebraic varieties, Birkhäuser, Progress in Mathematics, Volume 226, 2004 (incluindo por J. F. Voloch: Random diophantine equations, p. 175–184)
- com Kiran Kedlaya, Ravil Vakil: The William Lowell Putnam Mathematical Competition 1985-2000. Problems, Solutions and Commentary, Mathematical Association of America, 2002